# ویروس (فیلم ۱۹۸۰)
ویروس (به ژاپنی: 復活の日) فیلمی ژاپنی در سبک علمی–تخیلی پسا-رستاخیزی است که در سال ۱۹۸۰ منتشر شد.

## بازیگران
- سونی چیبا
- گلن فورد
- چاک کانرس
- رابرت وان
- هنری سیلوا
- جرج کندی
- الیویا هاسی
- بو اسونسون
- ادوارد جیمز آلموس
- کن پوگ